# Idioma makasae

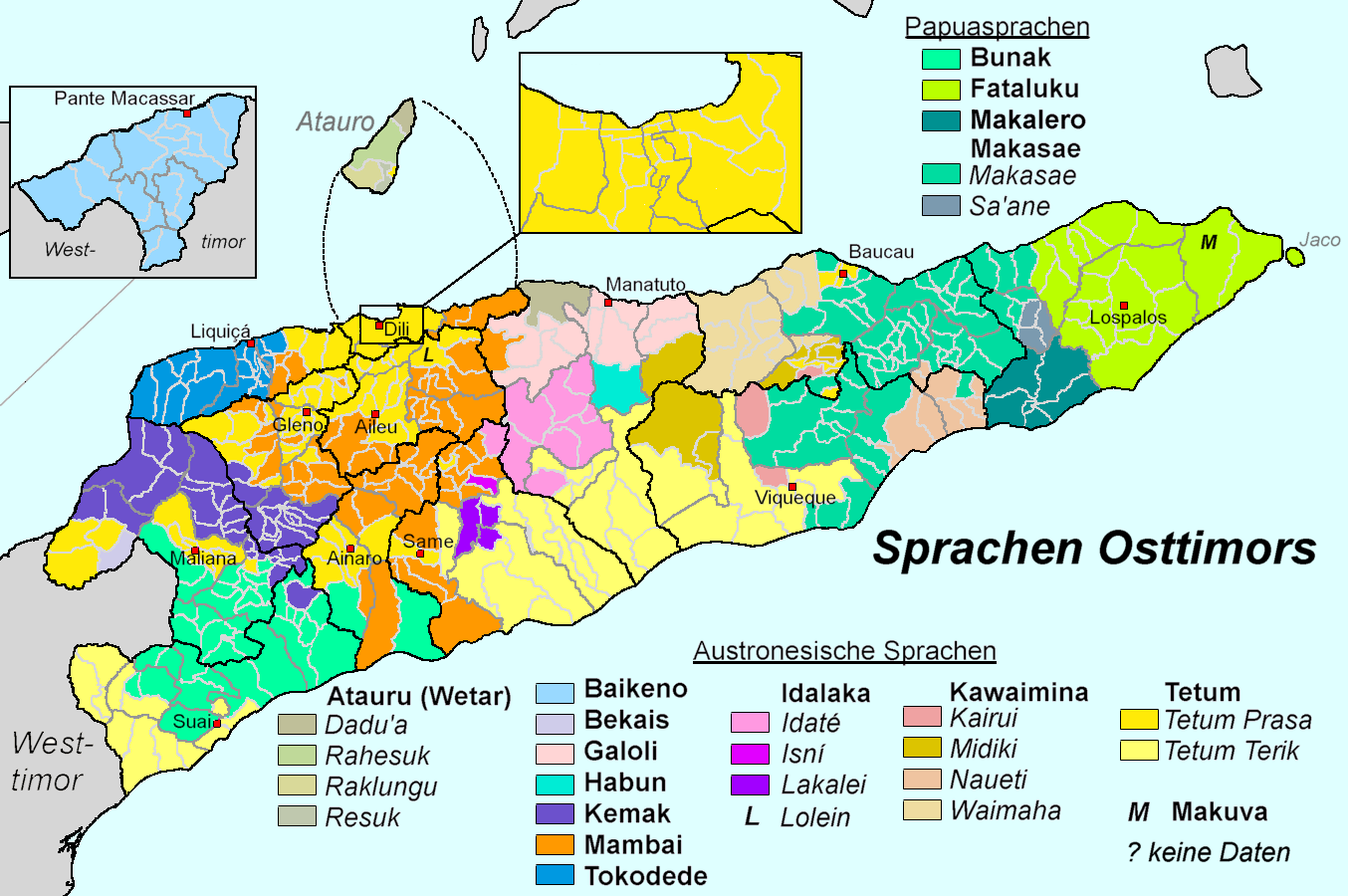
Idiomas de Timor Oriental.

El makasae o makassai es una de las "lenguas nacionales" de Timor Oriental, hablada por cerca de 70 000 personas (1989) en los distritos de Baucau y Viqueque. Tiene el estatuto de "lengua oficial" de Timor Oriental junto con el tetun y el portugués.
Aunque la lengua ha sido influida por lenguas austronesias en ciertos aspectos, el makasae es una lengua papú. Debido a la larga historia de ocupación y guerra civil, esta lengua al igual que otras de Timor Oriental estaban mal documentadas hasta tiempos recientes. La primera gramática del makasae publicada en inglés data de 2008.

## Descripción lingüística
Makasae es una lengua aislante en alto grado. Por otra parte su gramática ha adquirido muchas características de las lenguas austronesias vecinas, aunque conserva rasgos frecuentes entre las lenguas papúes como el orden básico SOV típico de estas lenguas. Resulta especialmente interesante el marcaje de los papeles temáticos, a través del cual existe cierto grado de flexibilidad sintáctica del que podría lograrse con el estricto orden SOV.

### Vocabulario
- u - uno
- loloi - dos
- lolitu - tres
- lolo'e - cuatro
- lima - cinco
- douhisi - seis
- fitu - siete
- afo - ocho
- siwa - nueve
- ruru-u - diez